# فيرجينيا دي لا كروز
فيرجينيا دي لا كروز (بالإسبانية: Virginia de la Cruz)‏ هي ممثلة أرجنتينية، ولدت في 1901 ببوينس آيرس في الأرجنتين.

## وصلات خارجية
- فيرجينيا دي لا كروز على موقع IMDb (الإنجليزية)
- فيرجينيا دي لا كروز على موقع قاعدة بيانات الفيلم (الإنجليزية)